# 2-й Иткуловский сельсовет
Иткуловский 2-й сельсове́т (II-Иткуловский сельсовет) – упразднённая в 2008 году административно-территориальная единица и сельское поселение (тип муниципального образования) в составе Баймакского района. Почтовый индекс – 453672. Код ОКАТО – 80206819000.
Объединён с сельским поселением Нигаматовский сельсовет.

## Состав сельсовета
село Иткулово 2-е, деревня Баимово.
В 1981 году упразднены Саитбатталово и Така-Суккан (согласно Указу Президиума ВС Башкирской АССР от 12.12.1986 N 6-2/396 «Об исключении из учетных данных некоторых населённых пунктов»).
Раннее в состав сельсовета входила деревня Сарбия (год упразднения неизвестен).

## История
Закон Республики Башкортостан от 19.11.2008 N 49–з “Об изменениях в административно–территориальном устройстве Республики Башкортостан в связи с объединением отдельных сельсоветов и передачей населённых пунктов”, ст.1 гласил:

 “Внести следующие изменения в административно–территориальное устройство Республики Башкортостан:
 6) по Баймакскому району:

объединить Нигаматовский и 2–й Иткуловский сельсоветы с сохранением наименования "Нигаматовский" с административным центром в селе Нигаматово.
Включить село 2–е Иткулово, деревню Баимово 2–го Иткуловского сельсовета в состав Нигаматовского сельсовета.

Утвердить границы Нигаматовского сельсовета согласно представленной схематической карте.

Исключить из учётных данных 2–й Иткуловский сельсовет

## Географическое положение
На 2008 год граничил с муниципальными образованиями: Темясовский сельсовет, Кульчуровский сельсовет, Нигаматовский сельсовет («Закон Республики Башкортостан от 17.12.2004 N 126-з (ред. от 19.11.2008) „О границах, статусе и административных центрах муниципальных образований в Республике Башкортостан“»).